# Cyrtolobus acutus
Cyrtolobus acutus är en insektsart som beskrevs av Van Duzee. Cyrtolobus acutus ingår i släktet Cyrtolobus och familjen hornstritar. Inga underarter finns listade i Catalogue of Life.